# Villa Stigler
Villa Stigler è una villa situata tra le frazioni di Mosciano e del Vingone nel comune di Scandicci.

## Storia e descrizione
Nel XIV secolo la proprietà era dei Tanagli. Più tardi nel 1581 passò agli Acciaioli e, successivamente, (1627) fu ereditata da Ottaviano Ducci. Nel 1652 la  proprietà passa nuovamente di mano (Alessandro Chellini) così come negli anni successivi. I proprietari che nel tempo si susseguirono furono nell'ordine: i Rossini, i Masini (primi del '900), i Brinetti e infine gli Stigler che restaurarono l'edificio. 
La villa attualmente si allunga verso la strada dove presenta un portale di stile secentesco con delle sedute di pietra. A nord un portale apre verso il giardino che si trova sul lato posteriore.